# Pachyschelus quadripunctatus
Pachyschelus quadripunctatus es una especie de escarabajo joya del género Pachyschelus, familia Buprestidae. Fue descrita científicamente por Cobos en 1959.